# Презерватив

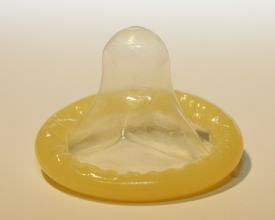
Презерватив для чоловіків

Презервати́в (фр. préservatif, від лат. praeservo — «оберігаю»), також кондо́м (англ. condom) — засіб переважно чоловічої контрацепції бар'єрного типу, непроникний для сперми та вагінального секрету чохол, який надягається на ерегований пеніс. Використовується для запобігання вагітності та захворювань, що передаються статевим шляхом, хоч і не дає 100 % гарантії. Сучасні презервативи найчастіше виготовляються з латексу, хоча використовуються й інші матеріали, наприклад поліуретан.

## Етимологія
Слово презерватив походить від французького preservatif, що має те ж значення.
Слово кондом вперше з'являється на початку XIX століття, хоча слово condon згадується в 1666 році (див. розділ «Епоха Відродження»). Етимологія слова «кондом» невияснена. Народна етимологія приписує цю назву другу англійського короля Карла II, д-ру Кондому або Ерлу Кондомському (Earl of Condom), який нібито винайшов презервативи. Проте немає ніяких свідоцтв існування такої людини; окрім того, кондоми існували вже понад 100 років до того моменту, як Карл II зійшов на трон.
Запропоновані деякі латинські етимології, наприклад condon (вмістище), condamina (дім) і cumdum (піхви). Також пропонувалося походження від італ. guantone, похідного від італ. guanto («рукавичка»). Вільям Е. Крак (англ. William E. Kruck) у 1981 році написав статтю, у кінці якої зазначено: «Щодо слова „кондом“ можу тільки заявити, що його походження
залишається абсолютно невідомим, і цим закінчуються пошуки його етимології». Сучасні словники також указують етимологію слова як невияснену.
В Україні презервативи в просторіччі називаються гумками, а також, грубо, гандонами (спотворене «кондом»). У Північній Америці їх називають prophylactics (профілактиками) або rubbers (гумками). У Британії — French letters («французькі листи»).

## Ефективність у запобіганні ЗПСШ
Презервативи широко застосовуються в практиці безпечного сексу для запобігання ЗПСШ. Доведена їх ефективність в зниженні захворюваності серед чоловіків і жінок. Презервативи захищають, хоч і не зі 100 % ефективністю, від ВІЛ, генітального герпесу, гострокінечних кондилом, сифілісу, хламідій, гонореї та інших захворювань.
Згідно зі звітом Національного інституту здоров'я (США), опублікованим у 2000 році, правильне та постійне використання презервативів знижує ризик передачі ВІЛ на 85 %: з 6,7 до 0,9 на 100 людино-років, а також значно знижує ризик зараження гонореєю для чоловіків.
Згідно з дослідженням 2006 року, правильне використання презерватива знижує ризик передачі папіломавірусом людини приблизно на 70 %. Інше дослідження того ж року показало, що презервативи ефективні в скороченні зараження вірусом HSV-2, відомим також як вірус генітального герпесу, як у чоловіків, так і у жінок.
Презервативи можуть бути корисні в лікуванні потенційно передракових станів шийки матки. Контакт з папіломавірусом людини, навіть якщо та, що контактує, вже заражена вірусом, збільшує ризик передракових змін. Використання презервативів допомагає регресії цих змін. Крім того, згідно з дослідженнями британських учених, гормон, що міститься в спермі, може підсилити рак шийки матки, що вже існує, а використання презерватива захищає жінку від контакту з цим гормоном.
Застосування антисептиків одночасно разом презервативом значно знижує ризик зараження ЗПСШ.
Головною причиною, що знижує ефективність презервативів, є їх непостійне використання.
Деякі хвороби можуть передаватися навіть у презервативі, але тільки тому, що інфіковані області геніталій, особливо за наявності симптомів, можуть бути не закриті презервативом і бути в безпосередньому контакті. Наприклад, є ризик отримати сифіліс через тісний контакт шкіри партнерів.
Презерватив не може забезпечити захист від інфекцій з механізмами передачі іншими, ніж контактний статевий, як, наприклад, інфекцій, які передаються орально під час поцілунку або крапельно-дихальним шляхом.

## Ефективність у запобіганні вагітності
Докладніше: Контрацепція та Безпечний секс

## Історія
Історія презервативів налічує принаймні 400 років. Найдавніший презерватив, що дійшов до наших днів, знайдений в Лунді, Швеція, і датується 1640 роком. За деякими даними, презервативи використовувались ще в Стародавньому Єгипті і Стародавньому Римі.

### Давнина і середньовіччя
Найдревнішим свідоцтвом про презерватив є його зображення у французькій печері Grotte des Combarrelles, зроблене 12—15 тисяч років тому.
Серед істориків немає єдиної думки з приводу того, чи використовувалися презервативи в античності. Хоча в стародавніх Єгипті, Греції, Римі цінувалася малодітність і практикувалися різні контрацептивні методи, вважалося, що за контрацепцію відповідає жінка. Тому всі добре документовані контрацептивні пристрої тих часів, як ефективні (наприклад, контрацептивні песарії), так і неефективні, здебільшого амулети, є жіночими. Тексти тих часів містять завуальовані вказівки і на чоловічі методи контрацепції, але більшість істориків вважають, що йдеться не про презервативи, а про перерваний статевий акт або анальний секс.
Відома також легенда про царя Міноса, записана Антоніном Лібералом (Antoninus Liberalis) в середині II століття. Згідно з легендою, через прокляття, накладене на Міноса, в його спермі були змії і скорпіони. Мінос захистив свою сексуальну партнерку від цих тварин, зробивши жіночий презерватив з козячого сечового міхура.
Контрацепція перестала застосовуватись після падіння Римської імперії в V столітті, так, наприклад, не документовано використання контрацептивних песаріїв аж до XV століття. Якщо в Римській імперії і застосовували презервативи, це уміння було загублене під час її падіння. Чинником, який зупинив розвиток контрацепції, було розповсюдження християнства, що оголосило будь-які контрацептивні методи гріхом. У манускриптах середньовічних мусульманських і єврейських авторів можна знайти згадки про чоловічі контрацептивні методи, такі як занурення пеніса в смолу або в цибулевий сік. Можливо там є згадки і про презервативи, проте всі пов'язані з цим описи туманні та непідтверджені.
В той же час чоловічі презервативи застосовувались до XV століття в Азії. Презервативи закривали тільки голівку пеніса і, мабуть, використовувались тільки вищими класами. У Китаї вони виготовлялися із змащеного маслом шовкового паперу або кишечнику ягняти, в Японії — з черепашачого панцира або рогів тварин. Наприкінці XV століття голландські купці почали завозити з Китаю презервативи, виготовлені з «тонкої шкіри». Вони, на відміну від японських презервативів з рогу, закривали увесь пеніс.

### Епоха Відродження

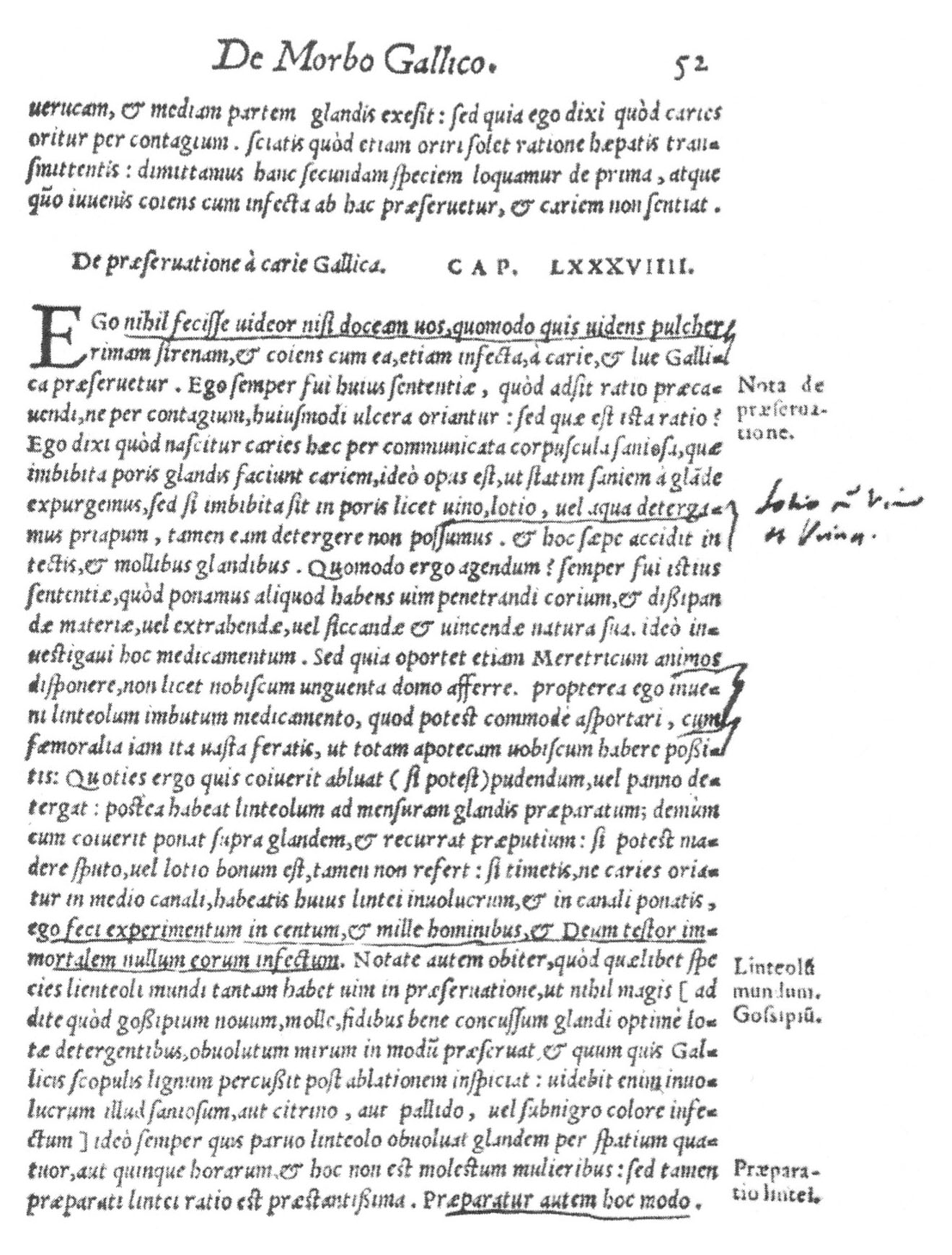
Сторінка з «De Morbo Gallico» («Французька хвороба»), твори Габрієля Фаллоппія про сифіліс (1564 рік).

Наприкінці XV століття почалися епідемії сифілісу. Як пише Джаред Даймонд, «перші достовірні згадки про сифіліс датуються 1495 роком. Тоді пустули часто вкривали тіло з голови до колін, і смерть наставала протягом кількох місяців (зараз хвороба набагато менш смертельна)». До 1505 року епідемія розповсюдилася на територію Китаю і спустошила там великі області.
Перша достовірна згадка про презервативи зустрічається в трактаті «De Morbo Gallico» («Французька хвороба», тобто сифіліс) італійського лікаря XVI століття Габріеля Фалопія, опублікованому в 1564 році, через два роки після смерті автора. Для захисту від сифілісу Фалопій рекомендує пристосування, яке, за його словами, він винайшов сам: лляний чохол, замочений в спеціальному хімічному розчині, після чого висушений. Чохол надягався на голівку пеніса і кріпився на місці підв'язкою. Фалопій пише, що перевірив свій пристрій на 1100 піддослідних, і ніхто з них не захворів страшною хворобою.
Після публікації «De Morbo Gallico», починається широке розповсюдження презервативів. Їх використання для профілактики зараження згадується в численних текстах у всій Європі. Перша вказівка на використання таких пристосувань для контрацепції зустрічається в творі 1605 року «De iustitia et iure» («Про юстицію і закон») католицького теолога Леонарда Лесія (Leonardus Lessius): він засуджує його як аморальне. Перша явна вказівка на використання «Un petit linge» (маленького шматочка тканини) для запобігання вагітності зустрічається у французькому романі і п'єсі 1655 року «L'Escole des Filles» («Філософія дівчат»). У 1666 році Англійський Комітет з Народжуваності (English Birth Rate Commission) визнав, що причина зниження народжуваності — в широкому використанні «кондонів» (condons). Це перша згадка слова «кондон» або схожого на нього.
Окрім льону, презервативи в епоху Відродження виготовлялися з кишок і сечових міхурів тварин. Використання очищених і оброблених кишок для виробництва рукавичок іде до XVIII століття. Презервативи з сечових міхурів, що датуються 1640-ми роками, знайдені в Англії; імовірно, що їх використовували солдати англійського короля Карла I.

### XVIII століття
У текстах XVIII століття презервативи згадуються набагато частіше, ніж в раніше. Не всі ці згадки позитивні: так, в 1708 році Джон Кемпбелл безуспішно закликав парламент їх заборонити. Відомий англійський лікар Денієл Тернер (Daniel Turner) засудив презервативи. Свої аргументи він опублікував у 1717 році. На його думку, презервативи не дають повного захисту від зараження сифілісом, проте помилкове відчуття безпеки примушує чоловіків вступати в нерозбірливі сексуальні зв'язки з сумнівними партнерками. Незадоволені втратою чутливості через використання презервативів, чоловіки припиняють їх застосування, але не безладне сексуальне життя, до якого вони звикли. Французький професор медицини Жан Аструк (Jean Astruc) опублікував у 1736 році свій твір аналогічної спрямованості, в якому цитував Тернера як авторитетного фахівця. Пізніше в XVIII столітті лікарі критикували використання презервативів не з медичних, а з етичних позицій: вони вважали, що застосування презервативів аморальне.
Незважаючи на критику, продаж презервативів швидко зростав. У XVIII столітті вироблялися презервативи різноманітних видів і розмірів. Виготовлялися вони з льону, зі «шкіри» (skin), з оброблених сіркою або каустичною содою кишок або сечового міхура. Їх продавали в барах, перукарнях, аптеках, на ринках і на театральних виставах по всій Європі. Перша згадка перевірки якості презервативів зустрічається в мемуарах Джакомо Казанови, що описують його життя до 1774 року: нерідко, щоб перевірити, чи не дірявий презерватив, він дмухав в нього перед використанням.
У колоніальній Америці, якщо й використовували контрацепцію, то тільки жіночі методи. Перша згадка про використання презервативів в Америці зустрічається близько 1800 року, майже через 30 років після здобуття незалежності. Приблизно в той же час (близько 1800 року) продаж лляних презервативів різко скоротився, оскільки вони були дорожчі і менш комфортабельні, ніж презервативи зі «шкіри».
До початку XIX століття застосування презервативів обмежувалося середніми і вищими класами. Причинами були непоінформованість робочого класу про венеричні хвороби, а головне — їх висока ціна. Для типової повії ціна одного презерватива відповідала її доходу за кілька місяців.

### XIX століття
На початку XIX століття контрацепція вперше стала пропагуватися серед трудящих. Прихильниками контрацепції були: в Англії Джеремі Бентам та Річард Карлайл, в Північно-американських Сполучених Штатах — Роберт Дейл Оуен, син англійського соціаліста, та лікар Чарльз Ноултон. Хоча автори рекомендували інші методи контрацепції через дорожнечу презервативів та їх ненадійность (тодішні презервативи часто рвалися, спадали або були дірявими), проте наголошувалося, що презервативи в деяких випадках корисні, і що тільки вони захищають від сифілісу. Одна група британських прихильників контрацепції стала поширювати в бідних районах літературу про презервативи, з інструкціями з їхнього виготовлення в домашніх умовах; у 1840-х такі ж трактати розповсюджувались як в містах, так і в сільській місцевості Північноамериканських Штатів.
З 1820-х по 1870-ті лектори і лекторки роз'їжджали Америкою, виступаючи з лекціями про фізіологію та секс. Багато з них після лекцій продавали контрацептивні засоби, зокрема презервативи. За це їх критикували багато моралістів і медичні працівники, зокрема перша жінка-лікарка Елізабет Блеквелл, що звинувачувала лекторів в пропаганді «абортів і проституції». У 1840-ті реклама презервативів з'явилася в англійських газетах, а в 1861 — в New York Times.
У 1843 році Томас Хенкок запатентував в Англії вулканізацію, а в 1844 році її ж запатентував в Америці Чарльз Гудієр, мабуть, що відкрив її незалежно. Перший гумовий презерватив був виготовлений в 1855 році, а до кінця 1850-х кілька найбільших компаній з випуску гумових виробів налагодили, серед іншого, масове виробництво презервативів. Головною перевагою гумових презервативів була можливість багаторазового використання, що робила їх економічнішими.
Проте презервативи «зі шкіри» були спочатку дешевші і давали кращі відчуття, тому вони мали перевагу перед гумовими. Але до кінця XIX століття слово «гумка» стало евфемізмом презерватива в різних країнах у всьому світі. Спочатку гумові презервативи закривали лише головку члена. Лікар повинен був зміряти головку члена, після чого замовлявся потрібний розмір. Не зважаючи на це, презервативи часто спадали. Пізніше виробники зрозуміли, що вони можуть збільшити збут продукції, виготовляючи презервативи одного розміру, що закривають увесь член, і продаючи їх в аптеках.
Друга половина XIX століття ознаменувалася боротьбою проти презервативів законодавчими методами. У 1873 році в Північно-американських Сполучених Штатах вступив в дію закон Комстока, що заборонив пересилку матеріалів, що мають «непристойний, хтивий або розпусний» («obscene, lewd, and/or lascivious») характер. Під цю категорію підпали і презервативи, а також інформація про них. Крім того, в 30 штатах були прийняті закони, що забороняли виробництво і продаж презервативів. У Північній Ірландії в 1889 році був прийнятий «Закон про непристойну рекламу» (Indecent Advertisements Act), що забороняв рекламу презервативів, хоча їх виготовлення і продаж, як і раніше, залишалися в рамках закону в деяких штатах. В Італії та Німеччині XIX століття контрацептиви були заборонені, але презервативи були дозволені для запобігання хворобам. Незважаючи на всі перепони, презервативи були широко доступні в Європі та Америці, а також широко рекламувалися під такими назвами, як чоловічий щит (male shield) і гумовий виріб (rubber good). Наприкінці XIX століття в Європі їх називали «маленька штучка для вікенда» (а little something for the weekend). Тільки в Ірландії виготовлення і продаж презервативів був повністю заборонений, і заборона залишалася чинною аж до 1970-х років.
Противниками презервативів були не тільки моралісти. Наприкінці XIX століття феміністичний рух у Європі і Америці був налаштований агресивно до презервативів. На думку тодішніх феміністок, контрацепція повинна була цілком належати жінкам.
Не зважаючи на критику і законодавчі заборони, наприкінці XIX століття презервативи залишалися найпопулярнішим засобом контрацепції в західному світі. За даними двох опитувань, проведених в Нью-Йорку в 1890 і 1900 роках, 45 % опитаних жінок використовували презерватив для запобігання вагітності. Опитування, проведене в Бостоні перед першою світовою війною, показало, що в цьому місті продаються 3 мільйони презервативів щорічно.
У 1870-х в Англії виникла одна з перших великих компаній з виробництва презервативів, E. Lambert and Son of Dalston. У 1882 році Юліус Шмідт (Julius Schmidt), емігрант з Німеччини, заснував один з найбільших презервативних бізнесів, Julius Schmid, Inc. Цікаво, що в 1890 році Шмідта заарештував Ентоні Комсток (чиїм ім'ям названий закон Комстока) за те, що Шмідт тримав кілька сотень презервативів у себе вдома. У 1890 році німецький єврей Юліус Фромм революціонізував виробництво презервативів: замість того, щоб намотувати листи сирої гуми на заготовку з подальшою вулканізацією, скляну заготовку занурювали в рідку гуму, яка ставала такою завдяки змішуванню з бензолом або бензином. Виготовлені за такою технологією презервативи виходили тонкими і безшовними. Першою компанією, що упровадила нову технологію в Америці, стала Julius Schmid, Inc. Фромм також був першим, хто став впроваджувати бренд презервативів. Його бренд, Fromm's Act, популярний у Німеччині й сьогодні. У самого Фромма бізнес в 1938 відібрали нацисти, примусивши його продати компанію хресній матері Герінга за 117 тис. рейхсмарок, малу частину реальної вартості компанії. Роком пізніше Фромм емігрував у Лондон, де помер від інфаркту 12 травня 1945 року, ймовірно від хвилювання з приводу перемоги над нацистською Німеччиною.

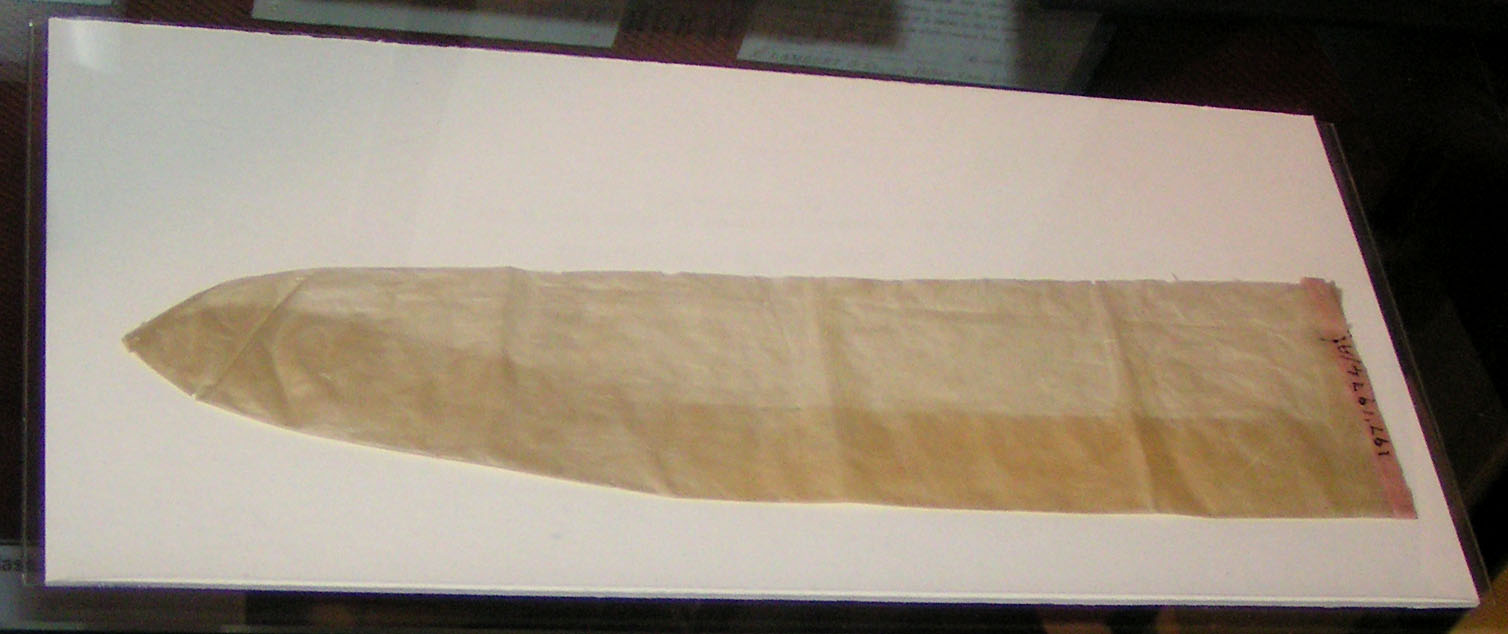
Презерватив приблизно 1900 року з кишки тварини.

Починаючи з другої половини XIX століття, захворюваність ЗПСШ в Америці різко зросла. Як причини, історики називають Громадянську війну і неуцтво в області запобігання ЗПСШ, причиною якого були закони Комстока. В американських державних школах вперше були введені уроки сексуальної освіти, на яких учням розповідали про ЗПСШ і як вони передаються. Єдиним способом запобігання ЗПСШ оголошувалася статева стриманість. Школярам не розповідали про роль презервативів в запобіганні ЗПСШ, медичне співтовариство того часу і моралісти вважали їх покаранням за розпусту. Упередження з приводу ЗПСШ були такі сильні, що багато клінік відмовлялися приймати пацієнтів, хворих сифілісом.

### XX—XXI століття

#### 1900—1929
Німецька армія була першою армією, що пропагувала використання презервативів серед своїх солдатів, починаючи з другої половини XIX століття. На початку XX століття експерименти, що проводяться в американській армії, показали, що розповсюдження презервативів серед солдатів різко зменшувало захворюваність ЗПСШ. Проте протягом Першої світової війни США, а на початку війни і Британія, були єдиними країнами, які не поширювали презервативи і не пропагували їх використання. До кінця війни в американській армії було зареєстровано майже 400.000 випадків сифілісу та гонореї, що було максимальним показником в історії.

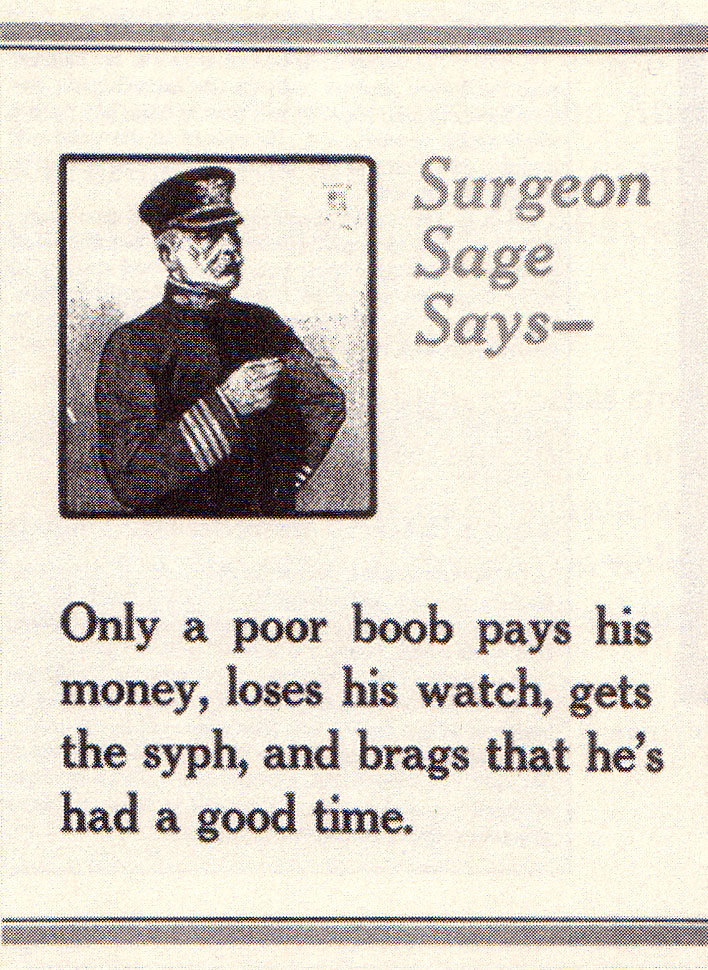
Американський плакат часів Першої світової війни, який пропагує сексуальну стриманість

З кінця XIX століття і до початку Першої світової війни майже всі презервативи, які використовувались в Європі, імпортували з Німеччини. Крім Європи, Німеччина забезпечувала презервативами Австралію, Нову Зеландію і Канаду. Протягом війни американські компанії Schmid, Inc. і створена наприкінці XIX століття Youngs Rubber Company стали вагомими постачальниками презервативів в країни антинімецької коаліції. Вже до початку 1920-х більшість європейських презервативів знов виготовлялися в Німеччині.
У 1918 році, незадовго до кінця війни, американський суд відхилив звинувачення, висунуті проти Маргарет Сенджер. Суддя ухвалив, що презервативи можуть законно рекламуватися і продаватися для запобігання хвороб. У декількох штатах все ще залишалися закони проти покупки та продажу контрацептивів, а реклама презервативів як засобів контрацепції залишалася незаконною в більш ніж 30 штатах. Але вперше за 45 років презервативи почали публічно і законно продаватися американцям. У 1920-х назви, що запам'ятовуються, упаковки, що звертають на себе увагу стали все важливішою рекламною технологією у продажу багатьох товарів, зокрема презервативів і сигарет. Стала поширенішою перевірка якості. Кожен презерватив заповнювався повітрям, після чого перевірялося, чи не зменшився тиск. Деякі американські компанії продавали презервативи, що не пройшли перевірку, за зниженими цінами, замість того щоб викидати їх. Споживачам пропонувалося самостійно провести аналогічні перевірки, хоча мало хто з них дійсно це робив. У світових масштабах продаж презервативів подвоївся в 1920-х роках.
І в цей період було немало супротивників презервативів. Зигмунд Фрейд був проти всіх методів контрацепції через те, що вважав їх ненадійними, і особливо проти презервативів через те, що вони зменшували сексуальне задоволення. Деякі феміністки, як і раніше, були проти презервативів як контрацептивних засобів для чоловіків. Багато моралістів і медиків були проти всіх методів контрацепції. У 1920 році англіканська церква на шостій ламбетскій конференції засудила всі «неприродні методи запобігання зачаттю». Лондонський єпископ Артур Уїннінгтон-Інграм (Arthur Winnington-Ingram) скаржився на велику кількість використаних презервативів на алеях і в паренях, особливо після вікендів і свят.
В США реклама презервативів була, відповідно до закону, обмежена їх використанням для запобігання хвороб. У Британії їх дозволялося рекламувати відкрито як засіб контрацепції, але там їх покупка вважалася менш пристойною, ніж в США. Їх зазвичай просили як «маленьку штучку для вікенда» («а little something for the weekend»), і найбільша британська мережа аптек, Boots, повністю припинила продавати презервативи в 1920-і, причому ця політика не змінилася до 1960-х. У Франції після Першої світової війни були заборонені всі контрацептиви, включаючи презервативи, через стурбованість уряду з приводу низької народжуваності. Контрацепція була заборонена і в Іспанії. Європейські армії продовжували забезпечувати військовослужбовців презервативами для профілактики захворювань, причому це робилося навіть у тих країнах, де презервативи були заборонені для решти населення.
У 1920 році був винайдений латекс. Американська Youngs Rubber Company першою стала виготовляти презервативи з латексу. Вони були тонші та міцніші, ніж старі гумові презервативи, могли зберігатися 5 років, а не 3 місяці, вимагали менше праці і їх виробництво не було пожежонебезпечним. Перші європейські презервативи з латексу були експортовані зі США, де їх виготовляла Youngs Rubber Company. Лише у 1932 році англійська London Rubber Company, що у минулому займалася роздрібним продажем німецьких презервативів, стала першим європейським виробником презервативів з латексу, названих Durex.

#### Велика депресія
У 1927 році, старші медичні офіцери армії США почали пропагувати розповсюдження презервативів і освітні програми для військовослужбовців. До 1931 року презервативи стали стандартним предметом для всіх американських військовослужбовців. Це збіглося з різким скороченням захворюваності ЗПСШ в армії США. Американська армія була не єдиною організацією, що змінила ставлення до презервативів: на сьомій ламбетській конференції англіканська церква санкціонувала використання контрацептивів для подружніх пар. У 1931 році американська Національна Рада Церков (National Council of Churches прийняла аналогічне рішення.
Інакше повелася католицька церква. Вона видала енцикліку Casti Connubii, що забороняє використання всіх контрацептивних засобів. Ця заборона зберігається досі, і католики вважають використання презервативів гріхом. У 1930 році вперше був проведений аналіз сперми, а в 1930-х роках в Іспанії задокументовано перше використання презервативів для збору сперми. А інколи у презервативах проколювався отвір, тим самим обходилися католицькі заборони на контрацепцію і мастурбацію.
У 1932 році Маргарет Сенджер домовилася про ввезення діафрагм з Японії. Адресатом був нью-йоркський доктор. Коли американська митниця конфіскувала посилку як незаконні контрацептивні пристрої, Сенджер допомогла подати позов. У 1936 році федеральний апеляційний суд ухвалив в справі United States v. One Package of Japanese Pessaries, що уряд не має права перешкоджати докторам забезпечувати контрацепцію своїм пацієнтам. У 1938 році в США відкрилися понад 300 клінік, що поставляли контрацептивні засоби, включаючи презервативи, бідним жінкам у всьому світі. Програми, очолювані американським головлікарем США (Surgeon General) Томаном Парраном (Thoman Parran), включали активну рекламу презервативів. Ці програми привели до різкого падіння захворюваності ЗПСШ в США до 1940 году.
Місцями, де закон обмежував продаж презервативів, залишалися фашистська Італія і нацистська Німеччина. В Італії через стурбованість уряду низькою народжуваністю контрацептиви були заборонені наприкінці 1920-х. Презервативи було дозволено продавати в обмежених кількостях і під жорстким урядовим контролем як засіб запобігання хворобам. В результаті виник чорний ринок презервативів. В Німеччині в 1933 році був прийнятий закон, що дозволяє продаж презервативів тільки в простому коричневому папері і лише в аптеках. Не зважаючи на ці обмеження, до початку Другої світової війни німці виготовляли 72 млн презервативів щорічно.
Руйнування моральних і юридичних бар'єрів, а також введення американським урядом презервативних програм, сприяли зростанню продажів. Але одні ці чинники не могли пояснити бум презервативної індустрії в час Великої депресії. В одних тільки США продавалися 1,5 млн презервативів у день, а вартість їх становила 33 млн доларів у рік (в цінах того часу). Один історик пояснив це так: «презервативи були дешевші за дітей». Набули популярності старі гумові, а не латексні, презервативи: нехай вони були менш комфортабельні, але їх можна було використовувати багато разів, отже, вони були економічніші — чимала вигода в ті важкі часи.
У 1930-ті роки стало приділятися більше уваги якості презервативів. У 1935 році біохіміки перевірили 2000 презервативів, наповнивши кожен з них повітрям, і знайшли, що 60 % з них протікають. Презервативна індустрія оцінювала, що тільки 25 % презервативів перевіряються перед упаковкою. Увага преси примусила FDA в 1937 році класифікувати презервативи як ліки і зобов'язати, щоб кожен презерватив перевірявся перед упаковкою. Youngs Rubber Company стала першою компанією, яка почала перевіряти всі свої презервативи, включаючи установку автоматичного устаткування з перевірки якості, спроектовану Артуром Янгсом (братом власника компанії) в 1938 році. У 1940 році був прийнятий Federal Food, Drug, and Cosmetic Act, FDA, що дає, право конфісковувати неякісну продукцію. У перший же місяць після ухвалення закону FDA конфіскувало 864 000 презервативів. Якість презервативів в США підвищилася, але американські виробники продовжували експортувати не перевірену продукцію в інші країни.

#### 1939—1980
Протягом Другої світової війни презервативи не тільки розповсюджувалися серед американських військовослужбовців-чоловіків, але їх використання широко пропагувалося у фільмах, постерах і лекціях. Для армії придумали безліч гасел, наприклад «Don't forget — put it on before you put it in.». Афроамериканскі солдати служили в окремих частинах. Серед них презервативи пропагувалися не так широко, вони застосовували презервативи рідше і набагато частіше хворіли ЗПСШ. У американських жіночих військових частинах (Women's Army Corps), як і раніше, пропагувалася сексуальна стриманість. Європейські і азійські армії з обидвох боки фронту також забезпечували свої війська презервативами. Так само робила і нацистська Німеччина, хоча будь-яке цивільне використання презервативів було заборонене в 1941 році. Не зважаючи на дефіцит гуми, що був в цей час, виробництво презервативів ніколи не скорочувалось. Частково через вдосталь продукції та легкої доступності презервативів, солдати почали виявляти багато способів їх непрямого використання. Деякі з цих способів застосовуються і понині.
Після війни американські війська в Німеччині продовжували отримувати презервативи і матеріали, що пропагували їх. Не зважаючи на це, захворюваність ЗПСШ серед них почала зростати і досягла найвищого рівня з часів Першої світової війни. Одна з причин була у використанні пеніциліну, внаслідок чого солдати значно менше боялися заразитися сифілісом або гонореєю. Подібна легковажність розповсюдилася і серед всього американського населення; один історик вважає, що «презервативи вважалися майже застарілими як засіб профілактики» до 1960 року. До 1947 року американська армія знову пропагувала сексуальну стриманість, ця політика продовжувалася і під час війни у В'єтнамі.
Але продажі презервативів продовжували рости. Між 1955 і 1965 роками, 42 % американців репродуктивного віку покладалися на презервативи як засіб контрацепції. У Британії 1950—1960, презервативи використовували 60 % одружених пар. Старі нелатексні презервативи, будучи економічними, залишалися у продажу ще довго після війни. У 1957 році Дюрекс вперше запустив у виробництво змащені презервативи. Починаючи з 1960-х, Японія використовувала більше презервативів на душу населення, ніж будь-яка інша країна. Протизаплідні пігулки, що випускалися з 1960-х, в подальші роки стали найпопулярнішим контрацептивом, але презервативи займали міцне друге місце. Опитування британських жінок, що проводилося в 1966—1970 роках, показало, що презервативи були найпопулярнішим засобом контрацепції серед самотніх жінок. Нові фабрики з'явилися в СРСР, де продаж презервативів ніколи не забороняли. Агентство США з міжнародного розвитку прагнуло збільшити використання презервативів у країнах, що розвивалися, для боротьби з перенаселеністю Землі: до 1970-го тільки в Індії використовувалися сотні мільйонів презервативів щорічно.
У 1960-і, 1970-ті вимоги до якості вимогливішими,, а юридичні перепони були прибрані. У 1965 році Верховний суд США в справі «Грісуолд проти штату Коннектикут» визнав недійсним один із законів Комстока, що ще діяли, заборона контрацепції в Коннектикуті і Массачусетсі. Франція відмінила свої закони проти контрацепції в 1967 році, а Італія в 1971 оголосила аналогічні закони неконституційними. Беате Узе у Німеччині заснувала «спецмагазин гігієни шлюбу», і після серії судових процесів продовжувала займатися своїм бізнесом. В Ірландії продаж презервативів (тільки у клініках і аптеках, і лише для осіб, що досягли 18 років) вперше легалізований в 1978 році (у 1993 зняті всі обмеження на продаж презервативів в Ірландії).
Реклама була цариною, де все ще зберігалися законодавчі заборони. Наприкінці 1950-х американська National Association of Broadcasters заборонила рекламу презервативів на федеральному телебаченні. Ця заборона зберігалася аж до 1979 року, коли міністерство юстиції опротестувало його в суді. В США реклама презервативів обмежувалася переважно журналами для чоловіків, такими як Penthouse. Перша телевізійна реклама була показана каліфорнійською станцією в 1975 році. Незабаром реклама була відкликана через увагу, яку вона викликала. У понад 30 штатах реклама кондомів як засобу контрацепції все ще залишалася поза законом.

#### Після відкриття СНІДу

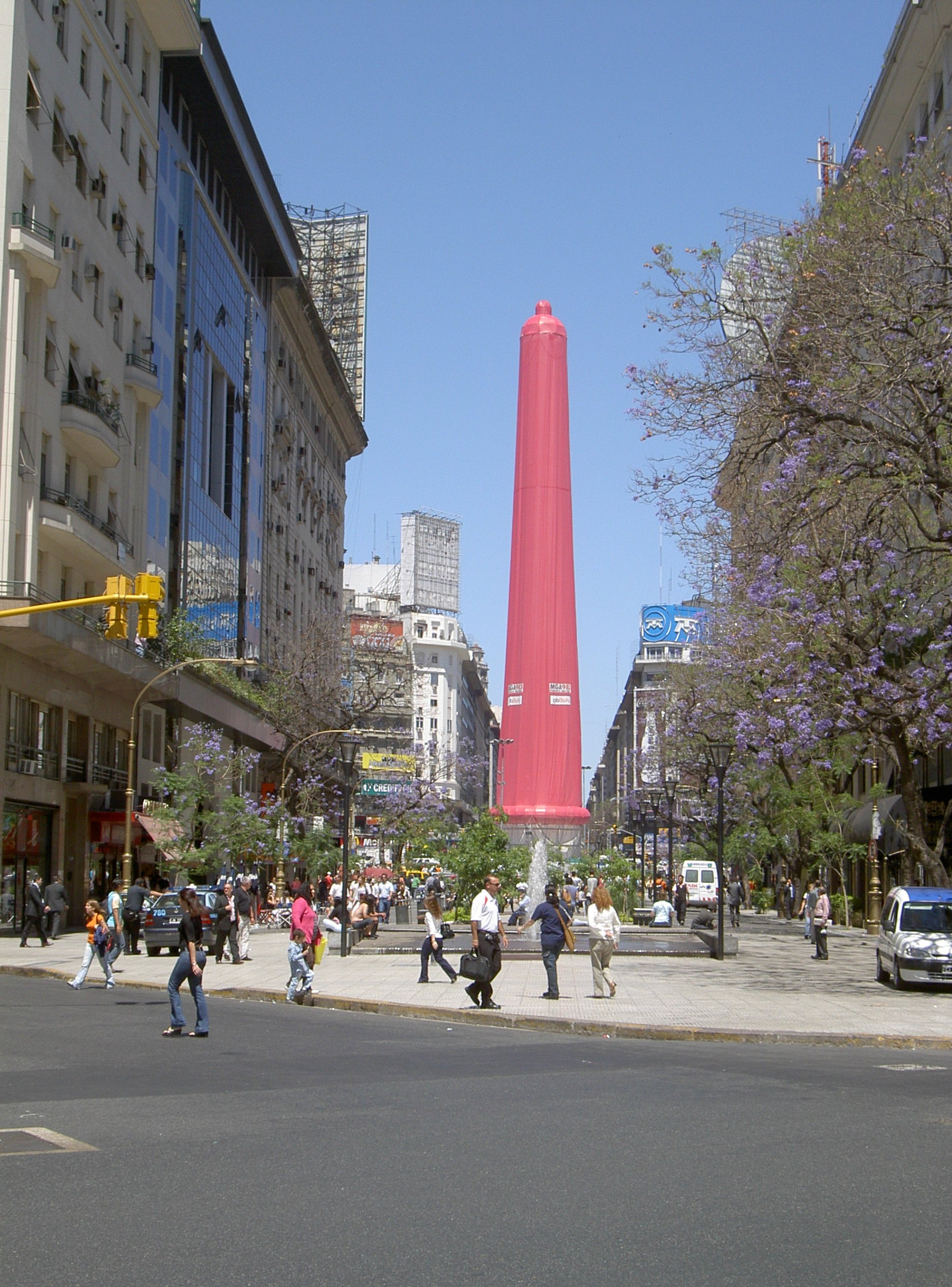
Обеліск в Буенос-Айрес (Аргентина), одягнений в рожевий презерватив в честь Всесвітнього дня боротьби зі СНІДом

Перша стаття New York Times про синдром набутого імунодефіциту (СНІД) була опублікована 3 липня 1981. У 1982 році вперше було висловлено припущення, що СНІД передається статевим шляхом. У відповідь на це Генеральний хірург США д-р Чарльз Еверетт Куп підтримав програми пропаганди презервативів. Проте президент Рональд Рейган вважав за найкраще концентруватися на пропаганді сексуальної стриманості. Деякі супротивники пропаганди презервативів вважали, що СНІД — хвороба гомосексуалів і наркоманів, які отримують те, що заслуговують. У 1990 році сенатор від Північної Кароліни Джессі Гелмс заявив, що найкращий спосіб боротьби зі СНІДом — законодавча заборона содоми.
Проте у пресі були розгорнені масштабні рекламні кампанії, що пропагували презервативи як спосіб боротьби зі СНІДом. Фірма Youngs Rubber розіслала інформаційні брошури по будинках громадян, хоча пошта спочатку відмовилася це робити, посилаючись на закон, що забороняє «розсилку поштою незамовленої реклами контрацептивів». У 1983 році Верховний Суд США визнав дії майже протилежними Першій поправці до Конституції США (серед іншого ця поправка гарантує свободу слова). У 1985—1987 роках національні кампанії з реклами презервативів розвернулися в США і в європейських країнах. Попит на презервативи зростав: за 10 років шведської кампанії використання презервативів зросло на 80 %, за перший рік британської кампанії — на 20 %. У 1988 році презервативи стали найпопулярнішим засобом контрацепції в Британії для подружніх пар, вперше з часів появи протизаплідних таблеток. Перша телевізійна реклама презервативів в США вийшла 17 листопада 1991 року. У США в 1990-х презервативи були третім за популярністю методом контрацепції серед подружніх пар, і другим — серед неодружених жінок.
Презервативи почали продаватися в різних магазинах, включаючи супермаркети і роздрібні мережі, як-от Wal-Mart. Британський евфемізм «маленька штучка для вікенда» вийшов з ужитку. Продажі презервативів росли з року в рік аж до 1994, коли ЗМІ почали втрачати інтерес до пандемії СНІДу. Феномен зменшення використання презервативів для запобігання зараженню отримав назву презервативна втома або prevention fatigue. Презервативна втома спостерігалася і в Європі, і в Америці. У відповідь виробники перейшли від залякуючої реклами до гумористичної. Презервативи продовжували удосконалюватися: у 1990-ті Durex випустила в продаж перший поліуретановий презерватив, під маркою Avanti. Durex також був першим виробником презервативів, що відкрив свій вебсайт. Це відбулося в 1997 році. Використання презервативів у світі продовжує зростати: згідно з одним дослідженням, країнам, що тільки розвиваються, в 2015 році буде потрібно 18,6 млрд презервативів.

### СРСР

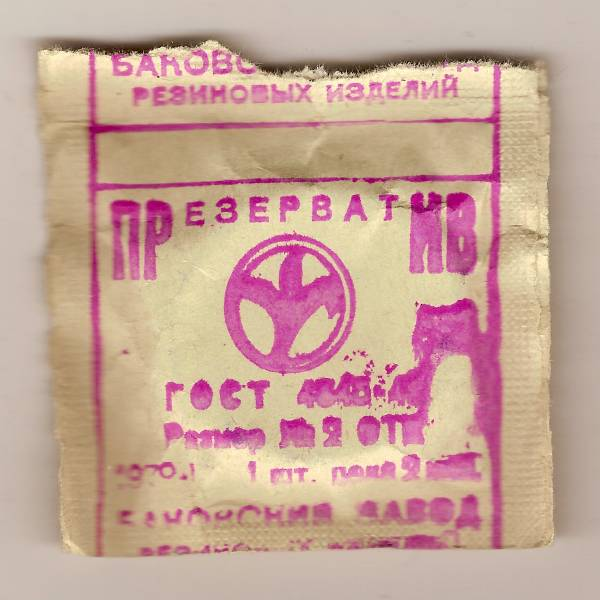
Виріб номер два

В СРСР презерватив називався «Гумовий виріб номер два» («виробом номер один» називався протигаз).
Проте це часто цитована думка потребує уточнення. Дійсно, на упаковці презервативів було написано «Презерватив». Але нижче, під круглою емблемою, був надрукований ГОСТ 4645-49 (останні дві цифри — рік оновлення ГОСТу) а ще нижче: Розмір № 2, ОТК.
Всього існувало три типорозміри презервативів: № 1 — найменший, № 2 — середній, № 3 — великий. Найпоширенішим був розмір № 2. І інші типорозміри не завжди були у продажу. Далеко не всі користувачі знали про ці деталі. Знання на цю тему широко не пропагувалися. Навіть на цінниках в аптеках і в аптечних кіосках замість слова «презервативи» часто стояло: «виріб № 2». Належав горезвісний № 2 до найбільш ходового типорозміру презервативів або до позначення цієї групи виробів за заводською номенклатурою, сказати важко. В кожному разі, відомо, що протигази позначалися як «виріб номер один» у продукції заводу, і теж мали кілька типорозмірів лицьових частин (так званих «зростів»), які відповідали певним анатомічним розмірам голови людини.

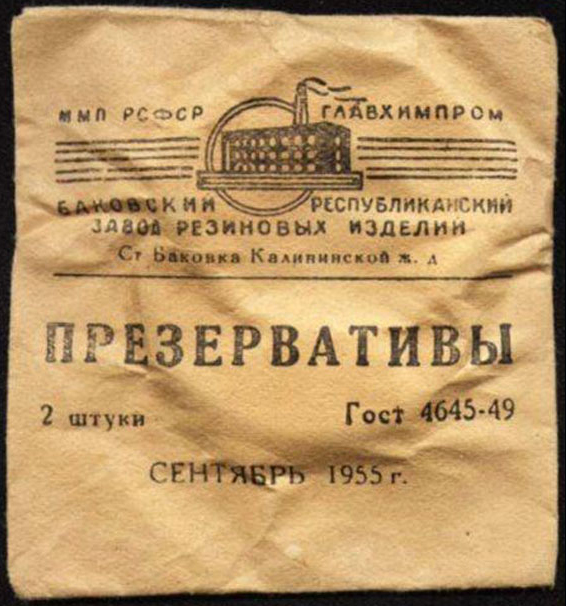
Радянські презервативи (1955)

Презервативи продавалися в паперових конвертиках, по 2 вироби в кожному. Коштували по 40 копійок за упаковку (до реформи 1961 року). Потім по 4 копійки. В середині 1960-х їх стали упаковувати в індивідуальні конвертики — тобто поодинці в конвертик. Продавали по 2 копійки за кожен. У 1970-х з'явилися вітчизняні презервативи із спермозбірником на кінці, в силіконовій олії і в упаковці з фольги. Коштували вони вже по 10 копійок.

## Різновиди
Більшість презервативів містять на кінці резервуар для сперми. У продажу є презервативи різних розмірів, від дуже маленьких до величезних, а також презервативи різних текстур поверхні для стимуляції партнерки чи партнера. Презервативи зазвичай продаються змащеними, щоб полегшити проникнення. Для орального сексу застосовуються презервативи з різними смаками. Більшість презервативів виготовляється з латексу, хоча поліуретанові презервативи і презервативи із сліпої кишки ягняти теж широко поширені.

### Жіночі презервативи
Жіночий презерватив або фемідом (англ. femidom, від female + condom) — засіб жіночої контрацепції, презерватив з двома кільцями, який вставляється у вагіну.

### За матеріалом

#### Натуральний латекс

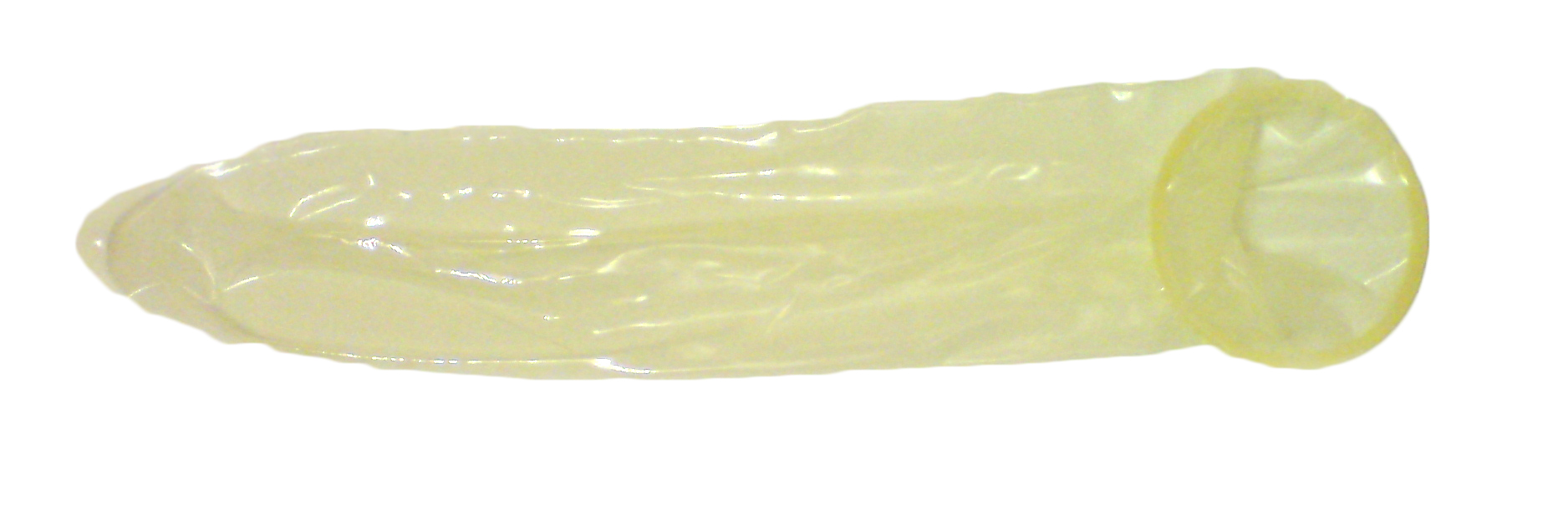
Латексний презерватив

Латекс володіє відмінними механічними властивостями: його межа міцності перевищує 30 MPa, і презервативи з латексу можуть розтягнутися більш ніж на 800 % до розриву. У 1990 році Міжнародна організація із стандартизації (ISO) встановила стандарти на виробництво презервативів (ISO 4074, Natural latex rubber condoms). Зважаючи на це, Європейський союз і його Комітет із стандартизації (CEN) встановили свій стандарт (Directive 93/42/EEC concerning medical devices). Кожен презерватив з латексу перевіряється на наявність отворів з використанням електричного струму. Якщо презерватив проходить перевірку, він згортається і упаковується. Крім того, презервативи проходять вибіркову перевірку на витік води і надування повітрям..
Латексні презервативи несумісні зі змащувачами на олійній основі (наприклад, вазеліном): вони можуть порватися або сповзти через втрату еластичності, викликану олією.

#### Синтетичні матеріали
Найпоширенішим матеріалом після латексу є поліуретан. Презервативи виготовляють і з інших синтетичних матеріалів, як, наприклад смола AT-10, а з недавнього часу і з поліізопрена.
Поліуретанові презервативи, як правило, мають ті ж розміри і товщини, що й латексні. Товщина більшості поліуретанових презервативів становить від 40 до 70 мікрон. З поліуретану часто виготовляють і жіночі презервативи. Поліуретан у багатьох відношеннях переважає латекс: він краще проводить тепло, менш чутливий до температури і ультрафіолетового випромінювання, з цієї причини вимоги до зберігання поліуретанових презервативів менш жорсткі, а термін їх зберігання довший. Поліуретан сумісний з мастилами на основі олій, менш алергенний, ніж латекс, позбавлений запаху. Поліуретанові презервативи дозволені FDA для продажу в США як ефективний метод контрацепції і запобігання СНІДу. У лабораторних умовах показано, що вони для цих цілей такі ж ефективні, як і латексні. З іншого боку, поліуретан менш еластичний, ніж латекс, легше зісковзує або рветься, а також дорожчий.
Поліізопрен — синтетичний варіант латексу. Він значно дорожчий, але володіє всіма перевагами латексу, і в ньому немає білка, який міститься в натуральному латексі і може викликати алергію.

#### Кишка ягняти
«Шкіра ягняти» (насправді його кишка) — один зі старих матеріалів для виробництва презервативів. Презервативи з неї краще проводять тепло і менше впливають на тактильні відчуття, ніж синтетичні, і менш аллергенні ніж латекс. Проте ризик заразитися ЗПСШ вищий, ніж у латексних презервативів, оскільки в матеріалі є пори, які, як вважається, проникні для збудників ЗПСШ, хоч і непроникні для сперматозоїдів. Такі презервативи значно дорожчі від усіх інших.

### Сперміцидні
Деякі латексні презервативи змащуються невеликою кількістю ноноксинола-9, речовини, що знищує сперму (сперміцида). Згідно з журналом Consumer Reports, сперміцидні презервативи не мають ніяких переваг в запобіганні вагітності, термін їх зберігання коротший і вони можуть викликати інфекції сечових шляхів у жінок. І навпаки, використання сперміциду, що зберігається окремо, покращує контрацептивну ефективність презервативів.

### Рельєфні
Для додаткової стимуляції вагіни або пеніса випускаються презервативи ребристі, з пухирцями, з вусиками, з щільним кінчиком і т. д. Пухирці або ребра можуть розташовуватися на зовнішній, внутрішній або обох поверхнях презерватива; локалізовані в якійсь частині презерватива, щоб стимулювати, наприклад, G-точку або промежину. Щільний кінчик потрібний для додаткової стимуляції пеніса. Слід уникати пухирчатих презервативів при анальному сексі, оскільки вони подразнюють анус і можуть його поранити. Деякі жінки відчувають подразнення слизової оболонки і при вагінальному сексі з використанням пухирчатих презервативів.

### Інші
Існують презервативи, призначені для збору сперми з метою лікування безпліддя або аналізу сперми. Вони влаштовані так, щоб максимізувати час життя сперматозоїдів.

## Застосування

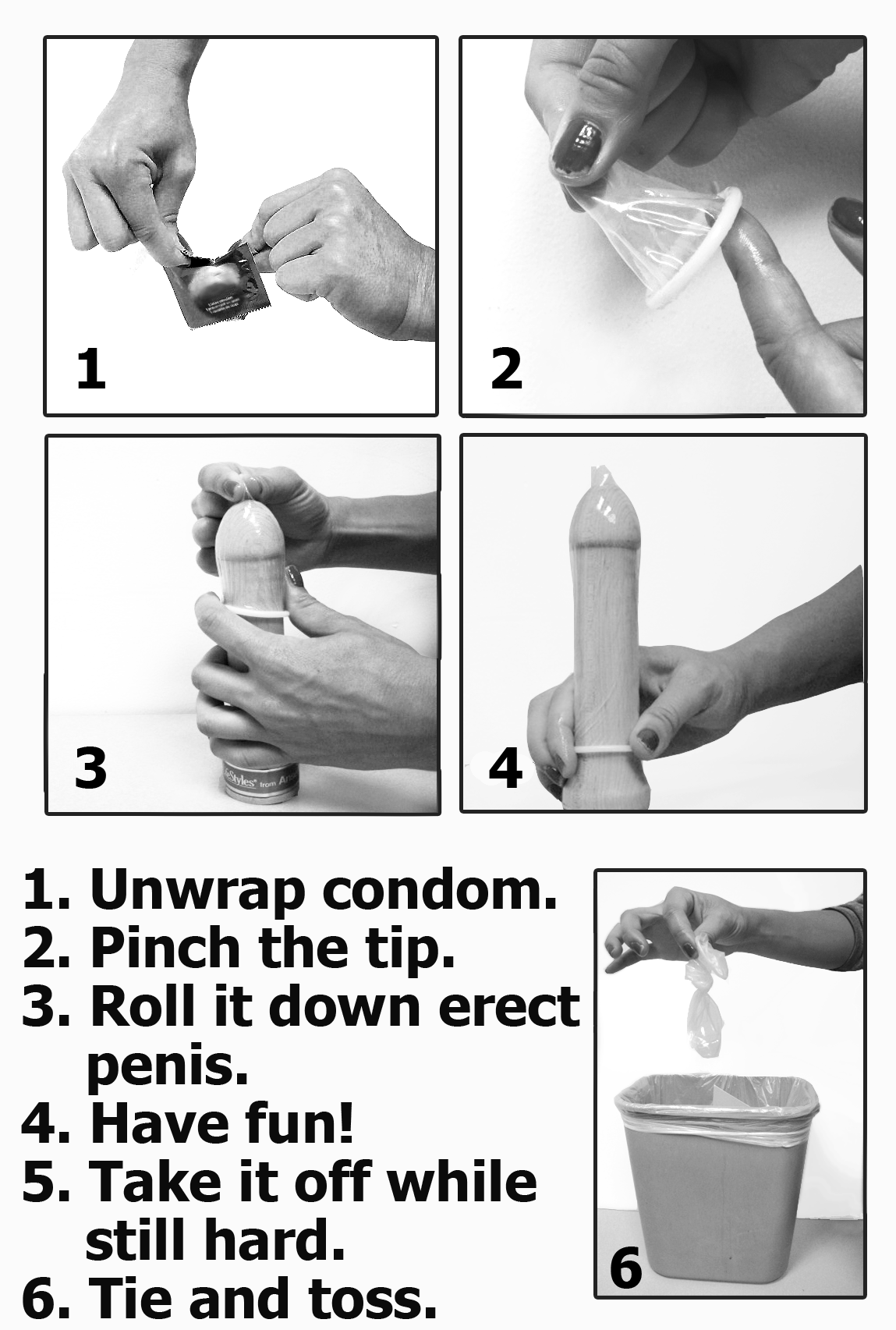
Інструкція з надягання чоловічого презерватива

Чоловічі презервативи зазвичай упаковані у фольгу, згорнуті, і повинні бути надіті на кінчик ерегованого пеніса, після чого розгорнені у напрямку до його кореня. Важливо залишити на кінці презерватива небагато місця для сперми, інакше вона може виплеснутися з презерватива. Дуже важливо перед натяганням презерватива не торкатися статевих органів партнерки чи партнера, щоб не занести збудника можливої інфекції на презерватив та, відтак, на власні статеві органи під час надягання презерватива. Презерватив треба застосовувати до початку будь-яких статевих контактів та слідкувати, щоб виділення зі статевих органів партнера (партнерки) не потрапили на статеві органи іншого партнера (партнерки) через руки під час прелюдії чи іншим шляхом до початку використання та після використання презерватива. Після використання презерватив рекомендується зв'язати вузлом або загорнути в серветку чи туалетний папір, після чого викинути в сміттєвий бак. Застосування антисептиків одночасно разом презервативом значно знижує ризик зараження ЗПСШ.
Деякі пари вважають, що презерватив заважає сексу, тоді як інші розглядають надягання презерватива як частину еротичної гри. Деякі чоловіки і жінки вважають, що фізичний бар'єр притупляє відчуття. Перевагою притуплених відчуттів можуть стати тривала прелюдія і відкладена еякуляція, а недоліком — зменшення сексуального збудження.

## Акції та заходи
- У березні 2013-го Білл Гейтс висунув грант на $100,000 на розробку дизайну презерватива, який «значно збереже чи збільшить задоволення», щоб заохотити більше чоловіків практикувати використання презервативів для більш безпечного сексу. В описі гранту зазначено: «Основний недолік чоловічої точки зору — уявлення, ніби презервативи зменшують задоволення у порівнянні з сексом без них, створює хибну дилему, котру багато чоловіків уважають неприйнятною… Чи можливо розробити продукт, позбавлений цієї стигми, чи краще такий, що збільшує задоволення?». Проєкт назвали «Презервативом нового покоління» (Next Generation Condom)[134]. Після кількох багатообіцяючих прототипів, створених за грантом за два роки, дизайнери презервативів виявили, що їх зтвердження FDA забере роки та мільйони доларів, тому у найближому майбутньому нові продукти готові не будуть[135].
- 29 лютого 2012 року 10 представників громадських організацій прийшли до Головного управління Міністерства внутрішніх справ у Києві з презервативами, надутими гелієм в знак протесту проти ув'язнення трьох однодумців, які 25 лютого роздавали презервативи із зображенням глави держави.[136]